# Ammocryptocharax vintonae
Ammocryptocharax vintonae es una especie de peces de la familia Crenuchidae en el orden de los Characiformes.

## Morfología
Los machos pueden llegar alcanzar los 5,7 cm de longitud total.

## Hábitat
Vive en zonas de clima tropicalentre 23 °C - 27 °C de temperatura.

## Distribución geográfica
Se encuentran en Sudamérica: ríos  Potaro, Mazaruni y Uiari (afluente del río Caroní a la  cuenca del río Orinoco ).